# Хмельницький (аеропорт)
«Хмельни́цький» (IATA: HMJ, ICAO: UKMH) — недіючий аеропорт, який обслуговував місто Хмельницький. Має статус злітно-посадкового майданчика (ЗПМ).

## Історія
У 1952 році у місті Проскурів (нині Хмельницький) була утворена окрема ескадрилья, яка входила до складу 98 загону Чернівецького авіапідприємства Українського управління цивільної авіації, що проіснувала до 1 жовтня 1971 року.
До її складу входили:
- Аеропорт Кам'янець-Подільський;
- Аеропорти місцевих авіаліній: Проскурів, Теофіполь, Ізяслав, Полонне, Нова Ушиця.

Згідно з відповідним наказом Міністерства цивільної авіації СРСР від 12 квітня 1971 року, на базі Хмельницької окремої авіаескадрильї було створено Хмельницьке авіапідприємство, підпорядковане Українському управлінню цивільної авіації та розпочалось будівництво нового аеропорту. 
У 1984 році з нього на літаку Як-40 вже був виконаний перший авіарейс. На час проголошення Україною незалежності Хмельниччина вже була із сучасним, збудованим за всіма міжнародними нормами, аеропортом. Діяли вантажний та пасажирський термінали, митний пост.
Однак, наступні вісімнадцять років стали для хмельничан-авіаторів фатальними. Тодішня криза в державі боляче вдарила по аеропорту. Переходячи з однієї форми власності в іншу, аеропорт водночас позбувався усього. А найголовніше — припинив приймати літаки. Прийшов у занедбаний стан аеровокзал, застаріла матеріально-технічна база. Саме в цей час виникло питання про реорганізацію аеропорту і вже з 1 квітня 1994 року, згідно з наказом Міністра транспорту України № 448 від 26 листопада 1993 року, замість одного підприємства було створено чотири самостійних підприємства, а саме:
- Державне підприємство «Аеропорт Хмельницький» (натепер комунальне підприємство «Аеропорт Хмельницький»);
- Хмельницьке регіональне відділення авіакомпанії застосування авіації в народному господарстві (ЗАНГ);
- Хмельницьке регіональне відділення Державіакомпанії «Авіалінії України»;
- Регіональне підприємство «Украерорух».

Пізніше державне підприємство «Аеропорт Хмельницький» було перейменоване в обласне комунальне підприємство «Аеропорт Хмельницький» на підставі рішення Хмельницької обласної ради від 19 грудня 2001 року № 21, а 30 березня 2004 року обласне комунальне підприємство «Аеропорт Хмельницький» було перейменовано в комунальне підприємство на підставі рішення одинадцятої сесії Хмельницької обласної ради № 31-11/2004. Від 01 квітня 1994 року хмельницький аеропорт функціонує як самостійне підприємство. За період з 1994 до 2009 року з аеропорту відправлено та прийнято 80 тисяч пасажирів (в середньому 5300 на рік, або 15 на день), 2000 тон вантажів (133 тони щорічно, або 365 кг на день), 5500 рейсів (366 на рік, 1 рейс щодня).
Багато років аеропорт «Хмельницький» повноцінно не функціонував. Колись летовище приймало і пасажирські, і вантажні рейси. Але з початку 2010-их тут сезонно літали лише Ан-2, які обробляють сільськогосподарські угіддя. 
В 2012 році аеропорт втратив сертифікат на польоти

### Відновлення роботи
У 2015 році було оголошено план реконструкції аеропорту. Початок будівництва було заплановано на червень 2015 року, але з незрозумілих причин реконструкція аеропорту не відбулась.
Керівництво аеропорту вважає реальним відновлення роботи аеропорту, що вимагає відбудову злітно-посадкової смуги та пройти сертифікацію аеродрому. Кошти на реконструкцію адміністрація планує залучати від інвесторів..
У 2018 році територію аеропорту почали очищати від дерев і кущів, що наросли тут за час запустіння. Всього з квітня по червень було прибрано 80 гектарів площі усього аеропорту. Також вирішується питання про відновлення подачі електроенергії в аеропорт, який знеструмлено вже десять років..
Станом на серпень 2018 року, за словами директора підприємства Валерія Сороки, територію летовища очистили від самосівів та чагарників на площі 54 гектари, тривають ремонтні роботи на контрольно-пропускному пункті. Завершено тендерні процедури та визначено підприємства, що виконуватимуть ремонт злітно-посадкової смуги та заміну вікон в адміністративному приміщенні. Підписано угоду про обслуговування трьох літаків Ан-2.
У березні 2019 року відбулися пробні польоти малої авіації. Наприкінці 2019 року було заплановано запустити повноцінну роботу малої авіації й на базі комунального підприємства відкрити школу пілотів для Західного регіону..
У листопаді 2019 року закінчено погодження Інструкції з виконання польотів на злітно-посадковому майданчику «Хмельницький». Погодження інструкції почалося з Львівського РДЦ (м. Львів), потім погодження пройшло у штабі Повітряних Сил, (м. Вінниця). Наступним кроком було погодження інструкції у Службі аеронавігаційної інформації (м. Бориспіль), Украерорусі (м. Бориспіль) та Украероцентрі (м. Бориспіль). Останній місяць погодження відбувалося у Державній авіаційній службі України (м. Київ). Після погодження голова Державної авіаційної служби України О. Більчук затвердив Інструкцію. Інструкція буде введена в дію наприкінці лютого 2020 року. Була подана заявка на інспектування грунтової злітно-посадкової смуги для виявлення недоліків. З введенням в дію Інструкції з виконання польотів, майданчик отримав новий ICAO код: UKMH.
Згодом злітно-посадкову смугу Хмельницького летовища планують продовжити на 500 метрів.
У червні 2021 року КП «Хмельницький аеропорт» уклало договір на придбання рентген-телевізійного інтроскопа для огляду багажу. Вартість угоди — 1 191 000 гривень.
У вересні 2021 року представниками турецьких компаній було запропоновано інвестувати у летовище 200 мільйонів доларів.

## Технічні характеристики

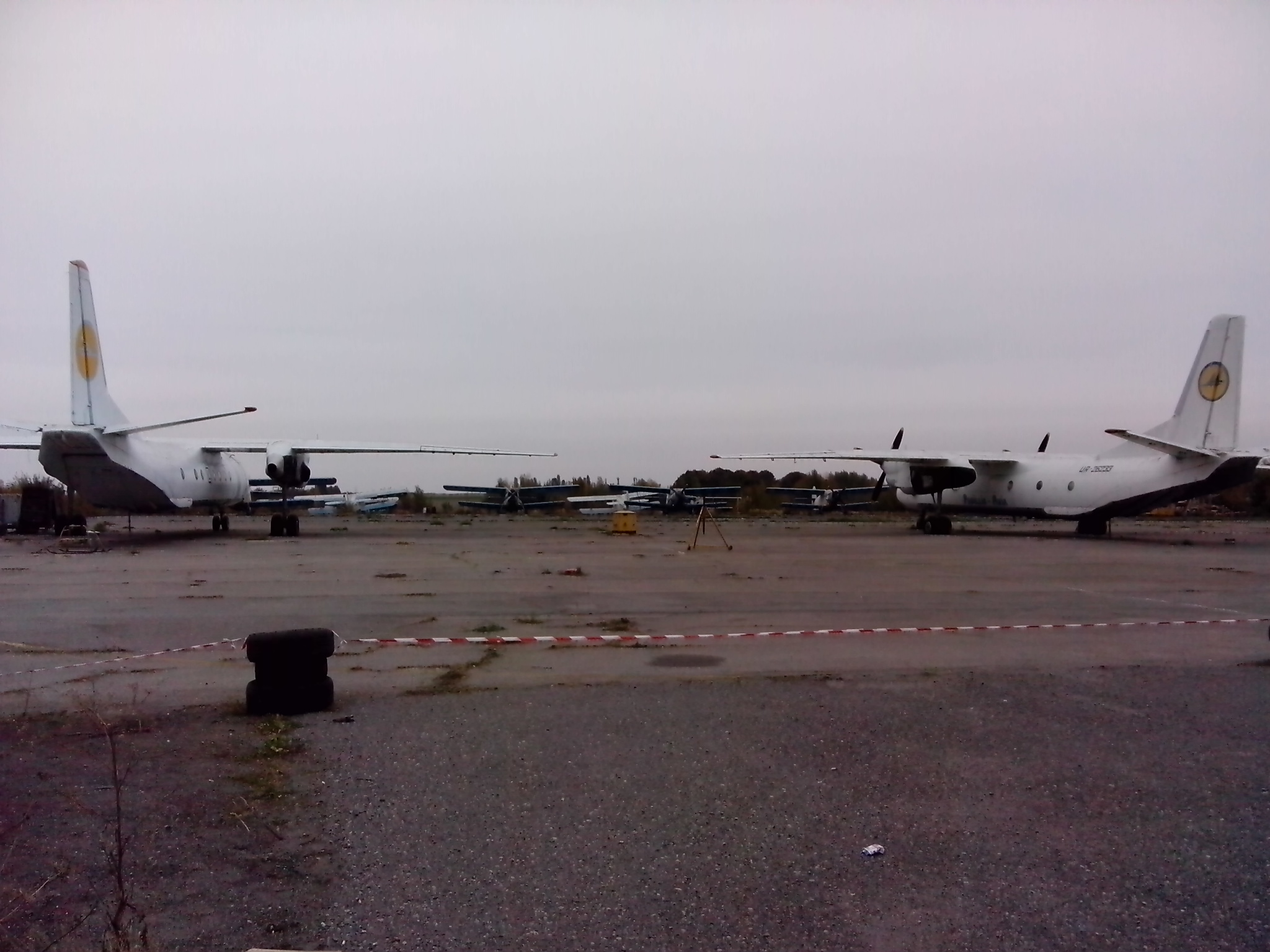

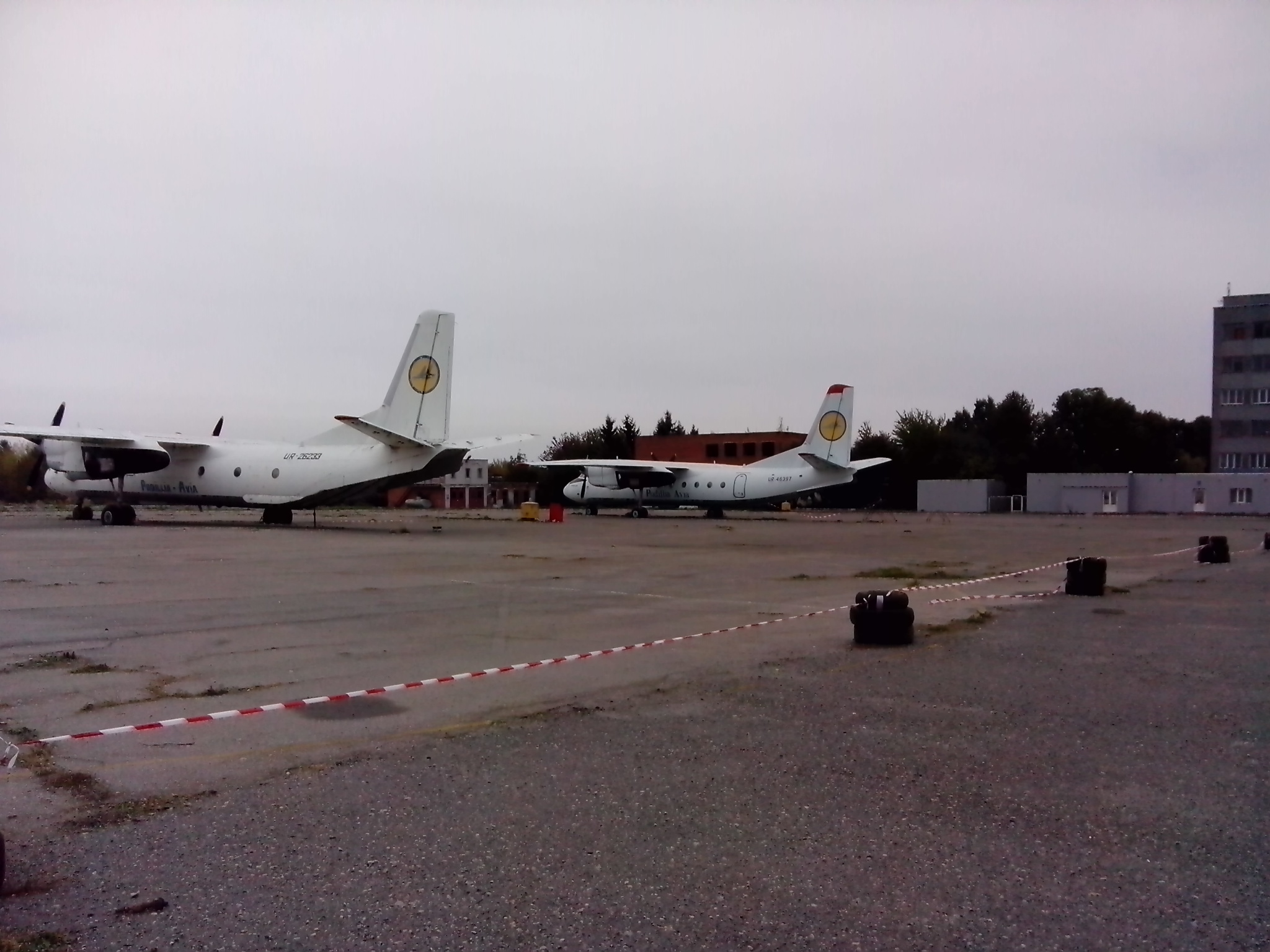
Літаки поблизу ЗПС

Загальна площа земельної ділянки, яку займає аеродром, — 134,2 гектара, в тому числі летовище — 13,2 гектара.
Аеропорт має штучну злітно-посадкову смугу (ШЗПС) з бетонним покриттям розміром 1200×42 м, несуча спроможність 5700кг/0,5 МПа. ШЗПС, станом на 2021 рік) не обладнана світлосигнальними системами чи радіотехнічними засобами.
Перон має 5 стоянок для літаків малої авіації типу Антонов Ан-2, Яковлєв Як-12, Cessna 150-182, Piper 23-28 чи гелікоптери типу Robinson R22-66, а також одна стоянка для літака типу Let L-410UVP. Аеропорт може приймати літаки лише вдень за простих метеоумов. Аеровокзальний комплекс аеропорту включає приміщення для обслуговування пасажирів загальною площею 1500 м², куди входить недіючий міжнародний сектор площею 800 м².
Міжнародний сектор, станом на 2010 рік, мав приміщення та устаткування для здійснення реєстрації авіаквитків, перевірки пасажирів на авіабезпеку польотів, митного контролю та паспортного контролю прикордонною службою. Служби аеропорту забезпечували обслуговування не менше 4–6 міжнародних рейсів в межах регламенту.

## Контакти
29008, Хмельницька область, м. Хмельницький, Аеропорт
Директор КП «Аеропорт Хмельницький» — Сорока Валерій Ростиславович
Головний бухгалтер — Левицька Лариса Павлівна
Відповідальний з питань малої авіації — Подлєсний Валерій Леонідович
Відповідальний за охорону підприємства — Ляндебурський Ігор Костянтинович